# Mike Lawlor
Michael P. Lawlor là một chính khách người Mỹ, giáo sư tư pháp hình sự và luật sư từ Connecticut. Là một đảng viên Dân chủ, ông từng là thành viên của Hạ viện Connecticut từ năm 1987 đến 2011, đại diện cho quận 99 ở East Haven. Lawlor đã từ chức từ cơ quan lập pháp vào ngày 4 tháng 1 năm 2011 để phục vụ trong chính quyền của Dan Malloy với tư cách là người thiếu trách nhiệm đối với chính sách và kế hoạch tư pháp hình sự tại Văn phòng Chính sách và Quản lý.

## Giáo dục
Lawlor theo học các trường công lập ở East Haven và tốt nghiệp trường trung học East Haven. Ông là đồng đội trưởng của đội bóng đá EHHS và là Phó chủ tịch của Lớp cao cấp.
Ông tốt nghiệp học giả danh dự về nghiên cứu Slavic và Đông Âu tại Đại học Connecticut năm 1979. Ông có bằng Thạc sĩ về Nghiên cứu khu vực Liên Xô tại Đại học London năm 1981 và ông tốt nghiệp Trường Luật Đại học George Washington năm 1983. Ông cũng đã tham gia nghiên cứu ngôn ngữ ở Nga vào năm 1977 và nhận được học bổng Fulbright-Hays để nghiên cứu cải cách kinh tế ở Hungary năm 1982.

## Đời tư
Lawlor là người đồng tính công khai.